# Gebirgstrage

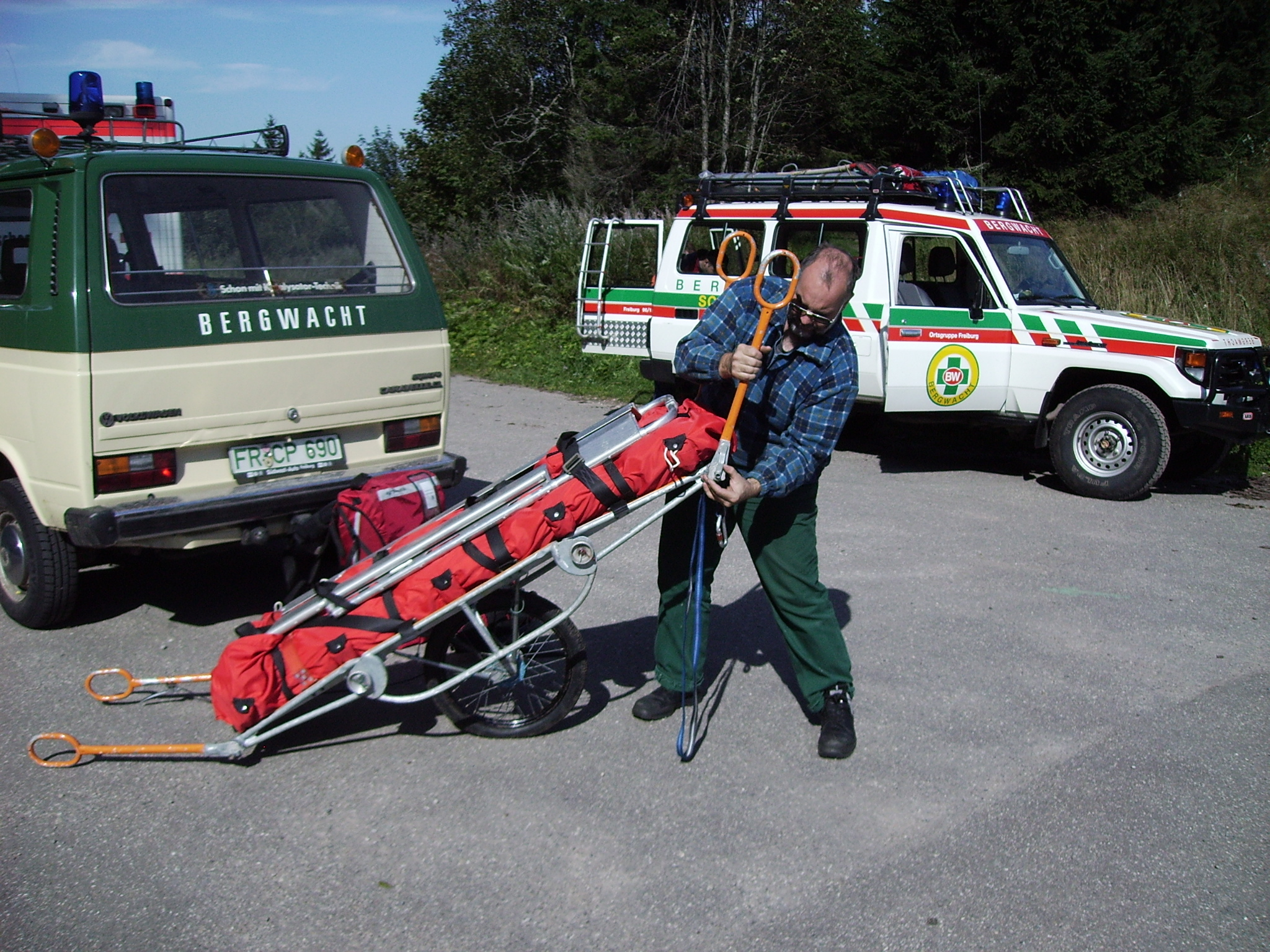
Gebirgstrage mit Radsatz

Die Gebirgstrage ist ein Rettungsgerät, das von der Bergrettung zum Transport von Patienten und Material im unwegsamen Gelände eingesetzt wird. Sie besteht meist aus Metall und hat vier verstellbare Haltegriffe. Unter der Trage kann ein Radsatz montiert werden, der einen Großteil des Patientengewichts aufnehmen kann. So können längere Strecken einigermaßen schonend für den Patienten und kraftsparend für die Bergretter überwunden werden. Der Radsatz kann auch auf steinigen Wegen verwendet werden. Die Gebirgstrage bietet durch die metallene Liegefläche dem Patienten Schutz vor Steinen beim Abtransport. Bei manchen Modellen ist seitlich eine Art Metallgeländer angebracht, das ein Abrutschen der Beladung verhindert.

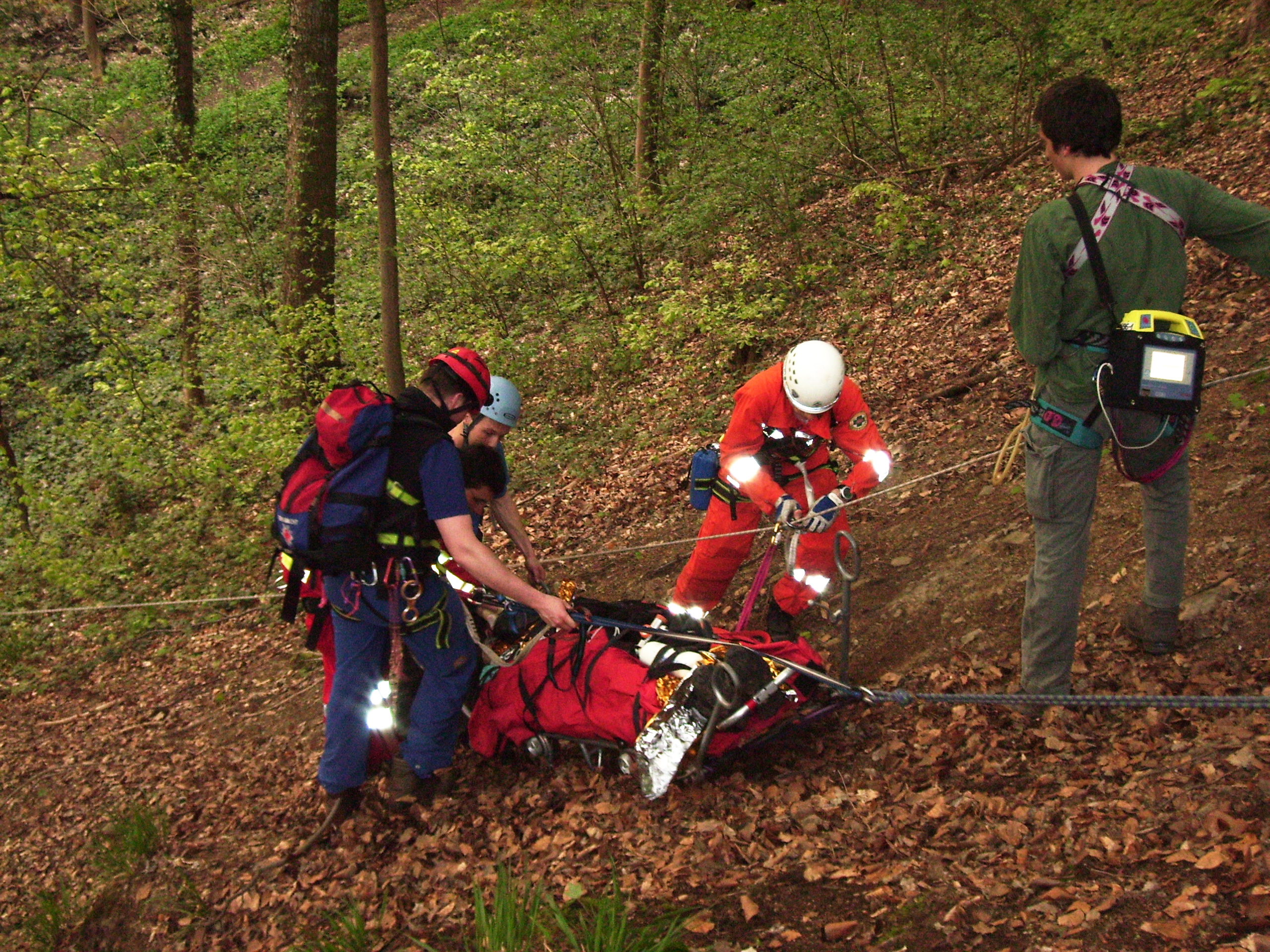
Gebirgstrage unter Seilsicherung

Abhängig von der Art des Geländes und der Beladung wird die Gebirgstrage von einem oder mehreren Bergrettern geführt. In einigermaßen gangbarem Gelände wie Wanderwegen hält meist je ein Retter die Trage an jedem Ende. In schwierigerem Gelände oder bei schwerer Beladung kommen weitere Helfer dazu. Steile Passagen können unter Seilsicherung überwunden werden. Dabei wird die Gebirgstrage am oberen Ende an der Seilsicherung befestigt. Am unteren Ende hängt sich der Bergretter mit seinem Klettergurt an die Gebirgstrage. Dies ermöglicht eine Steuerung mit den Händen. Mittels Zug durch den eigenen Körper kann die Trage vom Boden leicht entlastet werden. Auch eine seitliche Sicherung nach Art eines Pendels kann bei der Querung von steilem Gelände eingesetzt werden.

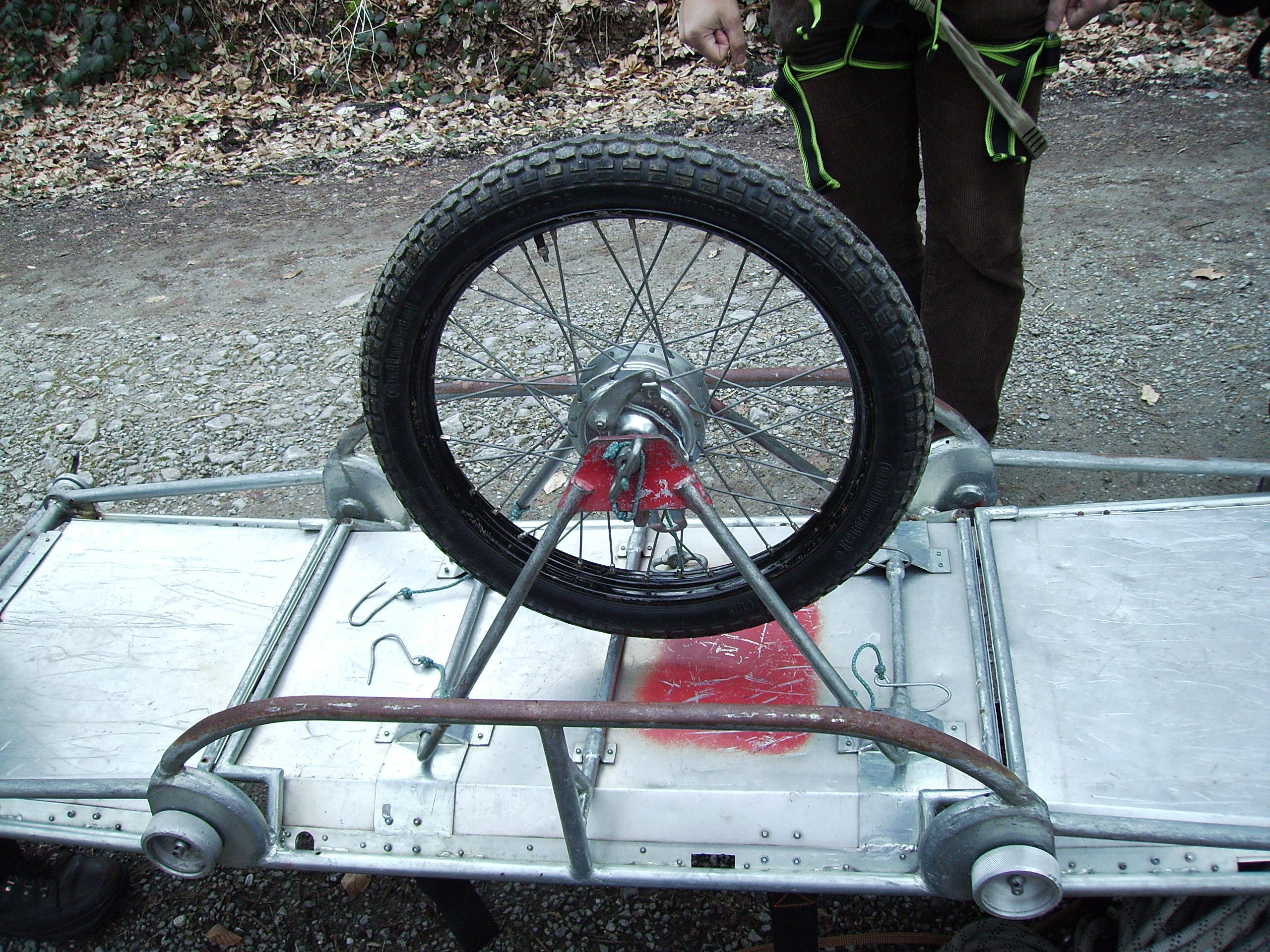
Radsatz an der Unterseite einer Gebirgstrage

Der Patient wird nach der medizinischen Erstversorgung meist mit einem Helm ausgestattet und auf einer Vakuummatratze, evtl. in einem wärmenden Bergesack, gelagert und mit Gurten gesichert. Danach erfolgt der Abtransport und die Übergabe an den straßengebundenen Rettungsdienst oder den Rettungshubschrauber. Die Gebirgstrage kann auch für einen Hubschraubertransport (auch an einer Rettungswinde) eingesetzt oder horizontal gelagert am Seil abgelassen werden. Vor allem wenn der Patient Verletzungen der unteren Extremitäten aufweist, setzt man ergänzend einen Rettungssitz ein: Der Rettungssitz wird dem Patienten angelegt und nach oben abgespannt; dadurch werden die Beine vom Körpergewicht entlastet und geschont.
Die Gebirgstrage kann zu allen Jahreszeiten benutzt werden. Im Schnee verwendet man allerdings meist einen Akia, da dieser besser gleitet und weniger einsinkt.
Es gibt Gebirgtragen mit Metallrohren und Kunststoffwanne, die auf halber Länge teilbar sind. Jede Hälfte kann so auf den Rucksack eines Retters geschnallt werden, dass die Holme mit den Griffen nach oben abstehen.